# East Hunsbury
East Hunsbury är en civil parish i Northamptonshire i England. Etablerad 1 april 2015.